# Agapetus quordus
Agapetus quordus är en nattsländeart som beskrevs av Malicky och Chantaramongkol 1992. Agapetus quordus ingår i släktet Agapetus och familjen stenhusnattsländor. Inga underarter finns listade i Catalogue of Life.